# Agrotis subrubra
Agrotis subrubra là một loài bướm đêm trong họ Noctuidae.